# St. Veit (Veitriedhausen)

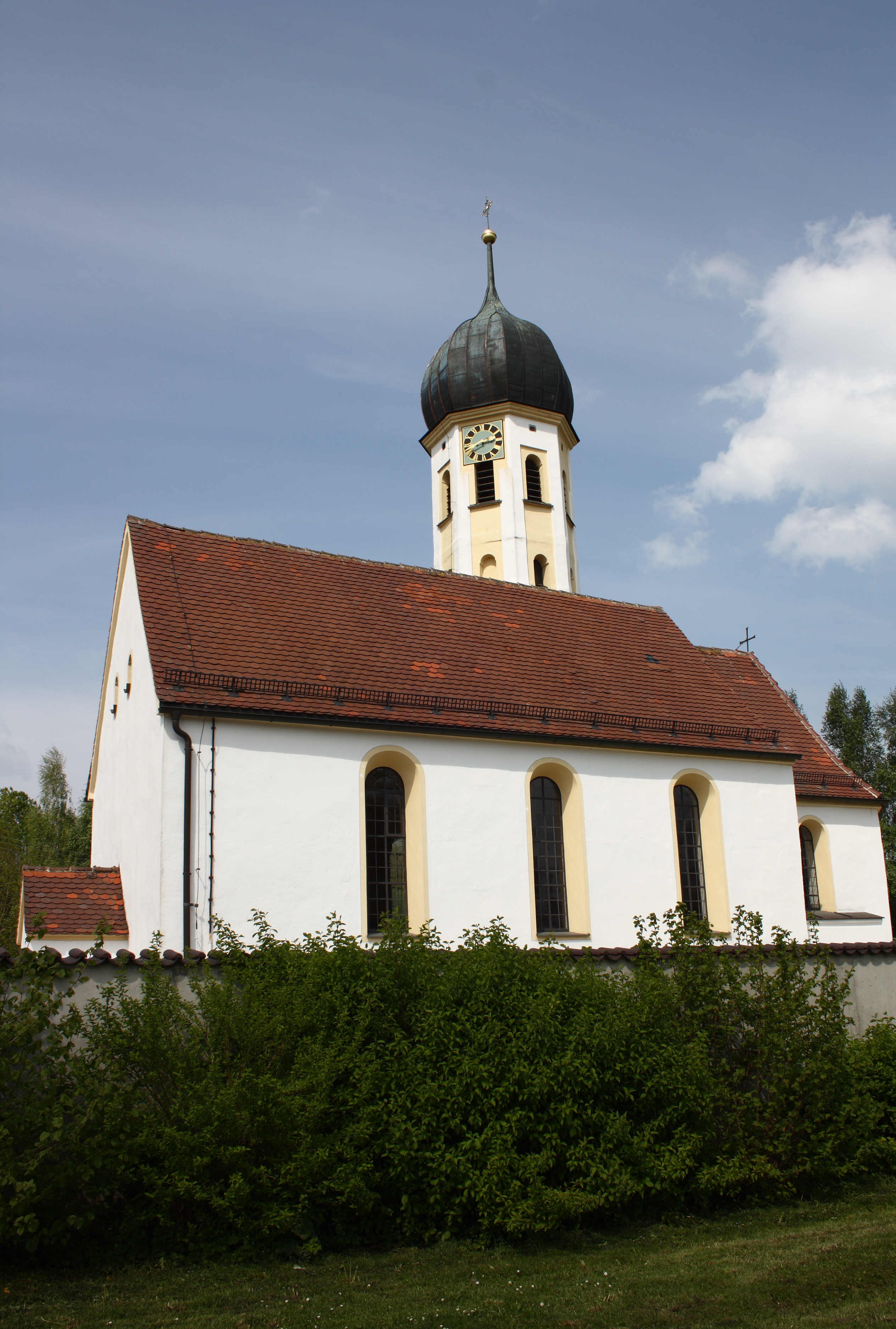
St. Veit in Veitriedhausen

Die katholische Filialkirche St. Veit in Veitriedhausen, einem Stadtteil von Lauingen im Landkreis Dillingen an der Donau im bayerischen Regierungsbezirk Schwaben, ist auf den Grundmauern eines spätmittelalterlichen Vorgängerbaus errichtet. Im 18. Jahrhundert wurde die Kirche umgebaut und in der Mitte des 19. Jahrhunderts erhielt sie ihre heutige Ausstattung.

## Geschichte

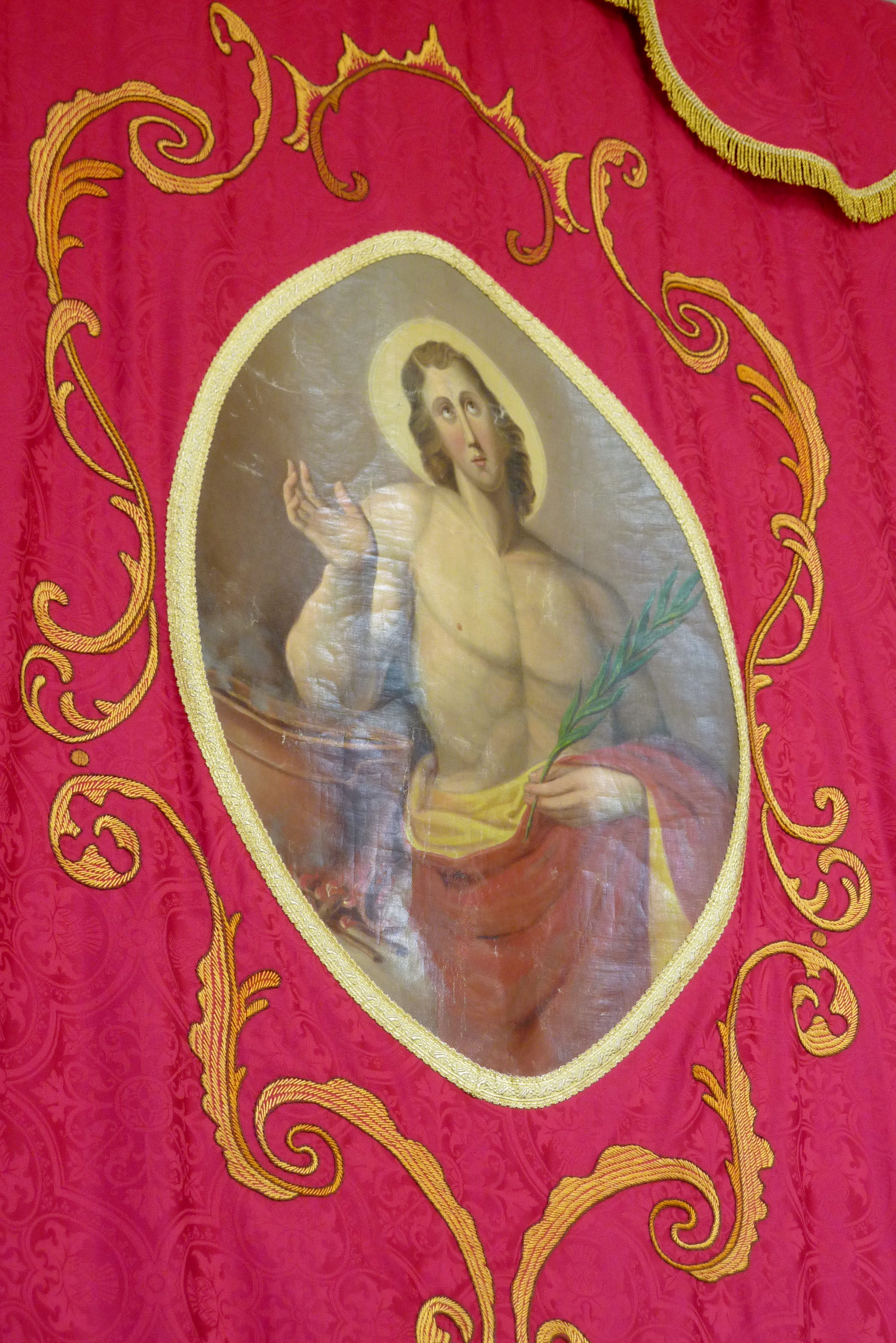
Prozessionsfahne mit Darstellung des heiligen Veit

Zwischen 1252 und 1264 wurde Veitriedhausen zur Unterscheidung von Frauenriedhausen als secundum Rithhousen und ab 1269 als Riethusen superius bezeichnet. 1310 tauchte erstmals der Ortsname in Verbindung mit dem Kirchenpatrozinium als Riethusen, da sant Vit huswirt ist auf, was als Beleg für das Bestehen einer Kirche angesehen werden kann. Eine erste Kirche wird in Veitriedhausen bereits für das Hochmittelalter angenommen und auf die Ortsgründung zurückgeführt, da im 10. und 11. Jahrhundert der heilige Veit (oder Vitus) häufig zum Schutzpatron von Kirchen gewählt wurde. 1393 wurde die Kirche von Veitriedhausen zum ersten Mal schriftlich erwähnt. Man nimmt an, dass die alte Kirche eine Chorturmkirche war und der  Turmunterbau im 15. Jahrhundert errichtet wurde. Im Dreißigjährigen Krieg erlitt das Gebäude große Schäden und erst 1684 war die Wiederherstellung der Kirche abgeschlossen. 1701 wurde ein neuer Turm errichtet, 1728 erfolgte ein Umbau der Kirche und von 1860 bis 1866 wurde sie mit der heutigen Einrichtung ausgestattet.
Bis 1928 gehörte Veitriedhausen zur Pfarrei Gundelfingen, danach wurde es eine Filiale von Frauenriedhausen. 1987 wurde die Kirche außen und 1999 innen renoviert.

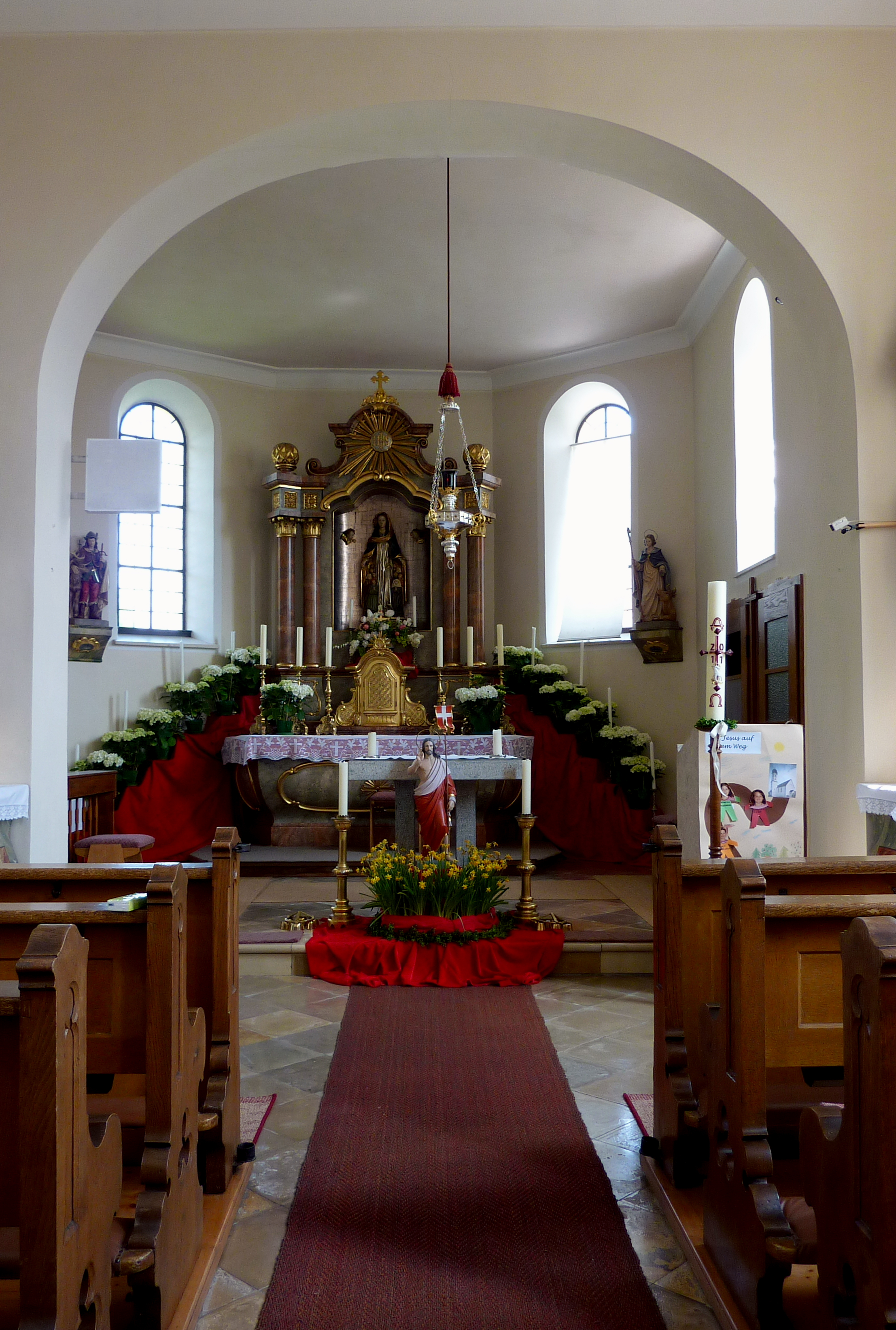
Innenraum mit Blick zum Chor

## Architektur
Das Gebäude ist aus verputztem Ziegelmauerwerk errichtet. An der Nordseite erhebt sich der fünfgeschossige Turm. Auf seinem quadratischen, dreigeschossigen Unterbau sitzt ein zweigeschossiger, oktogonaler Aufbau. Dieser ist von rundbogigen Klangarkaden und Blendfeldern durchbrochen und mit einer Zwiebelhaube versehen. Der Eingang befindet sich an der Westfassade mit modernem Vorzeichen.
Das einschiffige Langhaus ist in drei Achsen unterteilt und wie der dreiseitig geschlossene Chor mit einer Flachdecke gedeckt.

## Ausstattung
- Die Kirche besitzt ein Holzkruzifix aus der Zeit um 1700, dessen Kreuzarme mit Engelsköpfen verziert sind.
- Das Taufbecken wird ebenfalls um 1700 datiert.